# Trixi Worrack
Beatrix Worrack, mais conhecida como Trixi Worrack (nascida em 28 de setembro de 1981), é uma ciclista de estrada alemã, que fez sua estreia como profissional em 2000.
Ativa entre a Elite de 2000, em 2006, ela conquistou a medalha de prata no Campeonato Mundial de Salzburgo, na Áustria.
Participou em três edições dos Jogos Olímpicos, em Atenas 2004, em Pequim 2008 e em Londres 2012, obtendo o melhor desempenho na edição de 2012 ao terminar em nono competindo no contrarrelógio individual.
Em novembro de 2015, Worrack foi anunciada como parte do pelotão inaugural da equipe Canyon-SRAM para a temporada de 2016.